# 託賴
託賴，滿洲，清朝政治人物、清朝刑部尚書。
曾任鑲藍旗蒙古都統。康熙六十年四月丁酉，接替賴都，擔任清朝刑部尚書，后降四級調任。由佛格接任。